# Дерби на ниските страни
Дерби на ниските земи (на нидерландски: Derby der Lage Landen) е всеки международен футболен мач между националните отбори на Нидерландия и Белгия. Двете страни имат дългогодишна история на съперничество във футбола и този мач е със статут на футболна класика.
Двете страни са играли 128 пъти една срещу друга.  Първият път, когато двете страни се изправят един срещу друг е на 30 април 1905 г. в Антверпен. Това е и първият международен мач на националния отбор на Нидерландия. Последното дерби се проведе на 3 юни 2022 г. в Брюксел, завършил при резултат 1:4 след голове на Стивън Бергвайн (0:1, 40'), Мемфис Депай (0:2, 51'; 0:4, 65') и Дензел Думфрис (0:3, 61') за Нидерландия и Мичи Батшуай (1:4, 90+3') за Белгия. Само два други футболни мача между две държави са се провели повече пъти – това са Аржентина – Уругвай и Унгария – Австрия.

## Резюме
| Състезание         | Общо изиграни мачове | Победи за Белгия | Равенства | Победи за Нидерландия | Голова разлика (Белгия – Нидерландия) |
| ------------------ | -------------------- | ---------------- | --------- | --------------------- | ------------------------------------- |
| Финали на СП       | 2                    | 1                | 1         | 0                     | 1 – 0                                 |
| Квалификация за СП | 12                   | 2                | 3         | 7                     | 7 – 19                                |
| Квалификация за ЕП | 2                    | 0                | 0         | 2                     | 1 – 7                                 |
| Лига на Нациите    | 1                    | 0                | 0         | 1                     | 1 – 4                                 |
| Олимпийски игри    | 2                    | 1                | 0         | 1                     | 4 – 3                                 |
| Приятелски мачове  | 109                  | 37               | 27        | 45                    | 207 – 251                             |
| Общо               | 127                  | 41               | 31        | 56                    | 221 – 284                             |